# 린다 하디

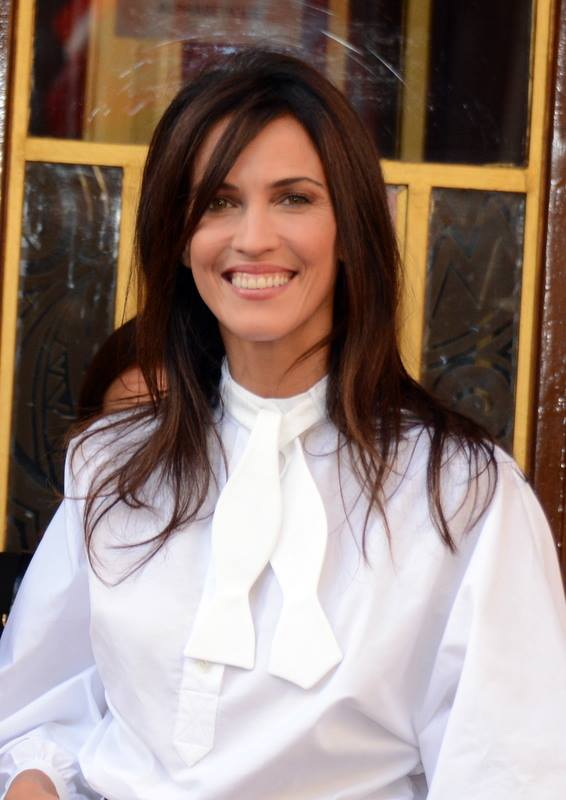

린다 아르디(Linda Hardy, 프랑스어 발음: [aʁdi] 1973년 10월 11일 ~ )는 프랑스의 배우, 모델, 영화배우이다.
낭트에서 태어났다.

## 영화
- 파리는 연애 중 (2017년)
- 어 하우스 디바이디드 (2008년)
- 어 맨 앤 히즈 독 (2008년)
- 코드네임 더 몰 (2007년) - 로르 파니세 역
- 임모르텔 (2004년)